# Astragalus henryi
Astragalus henryi es una especie de planta del género Astragalus, de la familia de las leguminosas, orden Fabales.

## Distribución
Astragalus henryi se distribuye por China.

## Taxonomía
Fue descrita científicamente por Oliv. Fue publicada en Hooker's Icon. Pl. 20 t. 1959 (1891).